# ماكسيميليان نيوتشريست
ماكسيميليان نيوتشريست (بالألمانية: Maximilian Neuchrist)‏ مواليد 22 يوليو 1991 في فيينا، هو لاعب كرة مضرب نمساوي. أعلى تصنيف له في الفردي كان المركز الـ 310 في سنة 2013. أعلى تصنيف له في الزوجي كان المركز الـ 135 في سنة 2014.

## روابط خارجية
- ماكسيميليان نيوتشريست على موقع رابطة محترفي التنس (الإنجليزية)
- ماكسيميليان نيوتشريست على موقع الاتحاد الدولي لكرة المضرب (الإنجليزية)
- ماكسيميليان نيوتشريست على موقع خلاصة التنس.كوم (الإنجليزية)
- ماكسيميليان نيوتشريست على موقع إي إس بي إن.كوم (الإنجليزية)